# قصر بيان
قصر بيان أحد القصور الأميرية في الكويت يقع في منطقة بيان بمحافظة حولّي، افتتح القصر عام 1986 بمناسبة مؤتمر الدول الإسلامية الخامس وتبلغ مساحة القصر 1,399.500 متر مربع، وهو المقر الرئيسي للمؤتمرات الدولية التي تشهدها الكويت.
كان القصر قديما سكنا صيفيا للشيخ أحمد الجابر الصباح ومتنزها في الربيع وليالي الصيف، إلا أنه حاليا مجدد بالكامل وهو أحد الصروح المعمارية في الكويت ، ويضم القصر مبنى قاعة المؤتمرات إلى 18 مبنى في 6 مجمعات ومسجد بقبّة ذهبية يتسع 1,200 مصلّي.

## المصدر
- موقع الديوان الأميري